# Октябрь (Араванский район)
Октябрь (кирг. Октябрь) — село в Араванском районе Ошской области Кыргызстана. Входит в состав С. Юсуповского айылного аймака.

## География
Село расположено в западной части области, на расстоянии приблизительно 0,5 километра (по прямой) к югу от села Араван, административного центра района. Абсолютная высота — 794 метра над уровнем моря.

## Население
Согласно оценочным данным Национального статистического комитета Кыргызской Республики, численность населения села на начало 2023 года составляла 3082 человека.
| год     | 2009 | 2014 | 2015 | 2020 | 2021 | 2023 |
| ------- | ---- | ---- | ---- | ---- | ---- | ---- |
| человек | 2201 | 2493 | 2569 | 2946 | 3012 | 3082 |